# Iridomyrmex purpureus
Iridomyrmex purpureus é uma espécie de formiga do gênero Iridomyrmex.